# Stanisław Siedlecki (pedagog)
Stanisław Siedlecki (ur. ok. 1840, zm. 1920) – polski pedagog (nauczyciel greki i dyrektor III Gimnazjum im. Króla Jana Sobieskiego w Krakowie), tłumacz dzieł Platona (Gorgiasz, Apologia, Laches, Kriton, Protagoras, Eutyfron) i Arystotelesa (Poetyka), członek Akademii Umiejętności.